# Yvrac-et-Malleyrand
 Yvrac-et-Malleyrand  es una población y comuna francesa, en la Región de Nueva Aquitania, departamento de Charente, en el distrito de Angoulême y cantón de Val-de-Tardoire.

## Demografía
| Gráfica de evolución demográfica de Yvrac-et-Malleyrand entre 2006 y 2018 |
|                                                                           |

Fuentes: INSEE.